# Distretto di Nikhom Phatthana
Il distretto di Nikhom Phatthana (in thailandese: นิคมพัฒนา) è un distretto (amphoe) della Thailandia, situato nella provincia di Rayong.